# Superpohár UEFA 1972
Superpohár UEFA 1972 byl neoficiální 1. ročník soutěže zvané Superpohár UEFA, který nebyl pořádán Evropskou fotbalovou asociací UEFA. Zápasy se odehrály 16. ledna a 24. ledna 1973. Účastníky byli vítěz PMEZ 1971/72 – nizozemský AFC Ajax a vítěz tehdejšího Poháru vítězů pohárů ze stejné sezóny – skotský Rangers FC.

## První zápas
| 16. ledna 1973 |       |                              |                                                                   |
| Rangers FC     | 1 : 3 | AFC Ajax                     | Ibrox Stadium, Glasgow diváci: 57 000 rozhodčí: Alistair McKenzie |
| MacDonald 41'  |       | Rep 34' Cruijff 45' Haan 76' | Ibrox Stadium, Glasgow diváci: 57 000 rozhodčí: Alistair McKenzie |

## Druhý zápas
| 24. ledna 1973                         |       |                        |                                                                             |
| AFC Ajax                               | 3 : 2 | Rangers FC             | Olympijský stadion, Amsterdam diváci: 26 168 rozhodčí: Hans-Joachim Weyland |
| Haan 12' Mühren 37' (pen.) Cruijff 79' |       | MacDonald 2' Young 35' | Olympijský stadion, Amsterdam diváci: 26 168 rozhodčí: Hans-Joachim Weyland |

## Vítěz
| Superpohár UEFA 1972 AFC Ajax (1. vítězství) |